# Sophie Fontanel
Pour les articles homonymes, voir Fontanel.
Sophie Fontanel, née le 24 août 1962 à Paris, est une journaliste et écrivaine française.

## Biographie
Issue d'une famille d’origine arménienne, elle grandit dans le 16e arrondissement avec son frère, de dix ans son aîné.
Sophie Fontanel est élève au lycée Molière de Paris. Dans son roman La Vocation, elle retrace sa vie et évoque son destin de journaliste mode et ceux de sa grand-mère maternelle, Méliné Drezian (dentellière née en Arménie, exilée en Turquie, puis en France) et de sa mère, Knar, couturière émérite auto-rebaptisée Jacqueline pour « faire française ». Sa grand-mère fuit le génocide arménien, selon la légende familiale avec une page de Vogue cachée dans sa manche. Son grand-père, professeur de littérature, devient menuisier pour la RATP puis ouvre un atelier d'ébénisterie rue d'Alésia. Sophie Fontanel possède toujours certains des fauteuils qu'il a conçus.
Elle commence à travailler, d'abord comme stagiaire à l'ONU, au service de terminologie afin d'unifier le langage institutionnel. À son retour à Paris, elle se tourne vers le journalisme.
Journaliste pour la presse écrite, elle collabore à plusieurs quotidiens nationaux (par exemple Le Matin de Paris à partir de 1985) avant d'occuper le poste de rédactrice en chef adjointe de Cosmopolitan. Elle travaille ensuite comme grand reporter pour le magazine Elle après avoir été animatrice pendant trois ans à Canal+ (à Nulle part ailleurs). Brièvement directrice de la mode de Elle, elle quitte ce journal le 1er avril 2015 et entre comme journaliste à L'Obs,.

## Distinctions
- Chevalière de la Légion d'honneur (2023)[9]

## Publications
- Sacré Paul, NiL éditions, 1995

prix du premier roman 1995
- Le plus jeune métier du monde, NiL éditions, 1999
- Fonelle et ses amis, NiL éditions, 2002
- L'Amour dans la vie des gens, Stock, 2003
- Le Savoir-vivre efficace et moderne, NiL éditions, 2003
- Fonelle est amoureuse, NiL éditions, 2004
- Sublime Amour, Robert Laffont, 2005
- Nouba chez les psys, J'ai lu, 2009
- Otages chez les foireux, J'ai lu, 2009
- À Moscou jusqu'au cou, J'ai lu, 2009
- Grandir, Robert Laffont, 2010

prix « Le Prince-Maurice » du roman d'amour 2011
- L'Envie, Robert Laffont, 2011
- La Vocation, Robert Laffont, 2016
- Une Apparition, Robert Laffont, 2017
- Nobelle, Robert Laffont, 2019
- Les Fables de la Fontanel, Robert Laffont, 2020
- Capitale de la douceur, Seghers, 2021
- Admirable, Seghers, 2023